# Metro-Goldwyn-Mayer
Metro-Goldwyn-Mayer (również jako: MGM lub M-G-M) – amerykańska wytwórnia filmowa z siedzibą pod adresem 245 North Beverly Drive w Beverly Hills, w stanie Kalifornia, działająca od 1924. Każdy film i odcinek serialu produkcji MGM poprzedza kilkusekundowe ujęcie głowy prawdziwego ryczącego dwukrotnie lwa (logo MGM), otoczonego złotymi taśmami filmowymi, prezentowane tuż przed czołówką, a prawa autorskie obejmujące produkcje przedsiębiorstwa należą do grupy MGM Holdings. Od 2022 roku MGM należy do MGM Amazon Studios, podmiotu zależnego Amazon.

## Historia
Założycielami przedsiębiorstwa byli: urodzony w Warszawie Samuel Goldwyn (1879–1974), Marcus Loew (1870–1927) i Louis B. Mayer (1885–1957). MGM oficjalnie powstało w 1924 w wyniku połączenia trzech mniejszych przedsiębiorstw. W swoich najlepszych latach produkowało 40 filmów rocznie i zatrudniało największe gwiazdy kina, takie jak  Clark Gable, Greta Garbo, Jean Harlow, James Stewart, Buster Keaton, Laurel i Hardy (Flip i Flap) czy Elvis Presley. Do 1973 MGM zajmowało się też dystrybucją filmów innych wytwórni. W Polsce, pierwszy oddział MGW powstał jeszcze w czasach II Rzeczypospolitej i mieścił się w Warszawie przy ulicy Marszałkowskiej 96. Prócz dystrybucji kinowej wydawano również czasopismo o tematyce filmowej „Metro Megafon”. W 2006 uruchomiony został w Polsce satelitarny program telewizyjny: MGM HD.
3 listopada 2010 firma złożyła w sądzie federalnym USA na Manhattanie wniosek o upadłość, jednakże już w końcu grudnia za sprawą nowego kierownictwa, wniosek został wycofany.

## Wniosek o upadłość i nowi właściciele
W 1971 roku ogłoszono, że MGM ma się połączyć z 20th Century Fox, ale plan nigdy nie został zrealizowany. W ciągu następnych 39 lat studio miało wielu różnych właścicieli, aż 3 listopada 2010 r. MGM ogłosiło upadłość. MGM wyszedł z bankructwa 20 grudnia 2010 r., kiedy to dyrektorzy Spyglass Entertainment, Gary Barber i Roger Birnbaum, zostali współprzewodniczącymi i dyrektorami generalnymi spółki holdingowej Metro-Goldwyn-Mayer. Od 2017 roku MGM współfinansuje i dystrybuuje większość swoich filmów razem z Sony Pictures, Paramount Pictures, Universal Pictures i Warner Bros. Pictures.

## Tom i Jerry
W słynnym serialu rysunkowym Tom i Jerry Metro-Goldwyn-Mayer sparodiowała swoje logo – ryczącego przez chwilę lwa zastępuje miauczący Tom.
Ma to swoją historię, gdyż oryginalni twórcy Toma i Jerry'ego (wcześniej znanych jako Jasper i Jynx) – Joe Barbera i William Hanna pracowali dla MGM zanim otworzyli własne studio, a proces kreacji kreskówki rozpoczął się właśnie w MGM.